# فهرست جوایز و نامزدی‌های فیلم اسکای‌فال
بیست و سومین فیلم از مجموعهٔ فیلم‌های جیمز باند که توسط ایون پروداکشنز تولید و در سال ۲۰۱۲ روی پرده رفت، اسکای‌فال (به انگلیسی: Skyfall) نام دارد. جیمز باند، شخصیت اصلی رمان‌های ایان فلمینگ است که اقتباس سینمایی از آنها برای اولین‌بار با فیلم دکتر نو در سال ۱۹۶۲ میلادی صورت گرفت. کارگردانی فیلم اسکای‌فال را سم مندس برعهده داشت و نیل پرویس، رابرت وید و جان لوگان نویسندگان فیلمنامهٔ آن بودند. در این فیلم، دنیل کریگ در نقش باند بازی کرد. جودی دنچ، خاویر باردم، ریف فاینز و برنیس مارلو از دیگر بازیگران اسکای‌فال بودند. در فیلم اسکای‌فال، جیمز باند به‌دنبال خرابکار و تروریست سایبری به‌نام رائول سیلوا (با بازی باردم) می‌رود که عامل سرقت اطلاعات سری از ام‌آی۶ و حملات سازماندهی‌شده به آن است.
اسکای‌فال در ۲۳ اکتبر سال ۲۰۱۲ در رویال آلبرت هال در لندن و در ۲۶ اکتبر در سرتاسر بریتانیا به نمایش عمومی درآمد. این فیلم در ۹ نوامبر سال ۲۰۱۲ نیز در ایالات متحده آمریکا به نمایش گذاشته شد. اسکای‌فال با هزینهٔ حدود ۱۵۰ تا  ۲۰۰ میلیون دلار ساخته شد و در گیشهٔ جهانی بیش از یک میلیارد دلار فروش داشت. اسکای‌فال دومین فیلم پرفروش در سال ۲۰۱۲، هفتمین فیلم پرفروش تاریخ سینما تا سال ۲۰۱۲ و پرفروش‌ترین فیلم شرکت سونی پیکچرز تا سال تا ۲۰۱۹ به‌شمار می‌رود. بر اساس نظرسنجی انجام‌شده در پایگاه اینترنتی راتن تومیتوز، اسکای‌فال توانست از مجموع ۳۹۱ رأی، رضایت میانگین ۹۲٪ را به‌دست آورد.
گروه بازیگران فیلم اسکای‌فال به‌ویژه دنیل کریگ، خاویر باردم و جودی دنچ در کنار عوامل کارگردانی، فیلم‌برداری، جلوه‌های صوتی، موسیقی متن و ترانهٔ تیتراژ مورد تحسین قرار گرفتند. این فیلم در پنج حوزه از هشتاد و پنجمین دورهٔ جوایز اسکار نامزد و از میان آنها در حوزهٔ بهترین تدوین صدا و بهترین ترانهٔ غیراقتباسی موفق به دریافت جایزه شد. ترانهٔ «اسکای‌فال» در سایر جشنواره‌های هنری شامل هفتادمین مراسم گلدن گلوب و  پنجاه و ششمین دورهٔ جوایز گرمی نیز جایزه دریافت کرد. فیلم اسکا‌ی‌فال نامزد دریافت جایزه در هشت حوزه از شصت و ششمین دوره جوایز فرهنگستان سینمای بریتانیا (بفتا) بود و در پایان، عنوان بهترین فیلم بریتانیایی و بهترین موسیقی متن را به‌دست آورد. این فیلم همچنین در هفت حوزه از هجدهمین دورهٔ جوایز منتخب منتقدان نامزد و از بین آنها در چهار حوزه برنده شد.

## فهرست جوایز و نامزدی‌ها
-

| عنوان                                       | تاریخ            | حوزه                                                                | دریافت‌کننده(ها)                                                         | نتیجه    | منبع                 |
| ------------------------------------------- | ---------------- | ------------------------------------------------------------------- | ----------------------------------------------------------------------- | -------- | -------------------- |
| جوایز اسکار                                 | ۲۴ فوریه ۲۰۱۳    | بهترین فیلم‌برداری                                                   | راجر دیکینز                                                             | نامزدشده | [ ۷ ]                |
| جوایز اسکار                                 | ۲۴ فوریه ۲۰۱۳    | بهترین موسیقی متن                                                   | توماس نیومن                                                             | نامزدشده | [ ۷ ]                |
| جوایز اسکار                                 | ۲۴ فوریه ۲۰۱۳    | بهترین ترانهٔ غیراقتباسی                                             | ادل و پُل اپ‌ورث برای ترانهٔ «اسکای‌فال»                                    | برنده    | [ ۷ ]                |
| جوایز اسکار                                 | ۲۴ فوریه ۲۰۱۳    | بهترین تدوین صدا                                                    | پر هالبرگ و کارن بیکر لندرز                                             | برنده    | [ ۷ ]                |
| جوایز اسکار                                 | ۲۴ فوریه ۲۰۱۳    | بهترین صداگذاری                                                     | استوارت ویلسون، اسکات میلان و گرگ راسل                                  | نامزدشده | [ ۷ ]                |
| جوایز اتحادیهٔ زنان روزنامه‌نگار سینما        | ۷ ژانویه ۲۰۱۳    | بهترین فیلم‌برداری                                                   | راجر دیکینز                                                             | نامزدشده | [ ۸ ] [ ۹ ]          |
| جوایز اتحادیهٔ زنان روزنامه‌نگار سینما        | ۷ ژانویه ۲۰۱۳    | بازیگر زن مسن                                                       | جودی دنچ                                                                | برنده    | [ ۸ ] [ ۹ ]          |
| جوایز اتحادیهٔ زنان روزنامه‌نگار سینما        | ۷ ژانویه ۲۰۱۳    | فعالیت‌های بشردوستانه — نماد زنانگی                                  | جودی دنچ                                                                | نامزدشده | [ ۸ ] [ ۹ ]          |
| جوایز تدوین‌گران سینمای آمریکا               | ۱۶ فوریه ۲۰۱۳    | تدوین بهترین فیلم بلند درام                                         | استوارت برد                                                             | نامزدشده | [ ۱۰ ] [ ۱۱ ]        |
| جوایز انجمن فیلم‌برداران آمریکا              | ۱۰ فوریه ۲۰۱۳    | دستاورد برجسته در فیلم‌برداری سینمایی                                | راجر دیکینز                                                             | برنده    | [ ۱۲ ]               |
| جوایز انجمن عوامل صحنه‌آرایی                 | ۲ فوریه ۲۰۱۳     | بهترین طراحی صحنه برای فیلم معاصر                                   | دنیس گسنر                                                               | برنده    | [ ۱۳ ]               |
| جوایز بلک ریل (حلقهٔ فیلم سیاه)              | ۷ فوریه ۲۰۱۳     | بهترین بازیگر نقش مکمل زن                                           | نائومی هریس                                                             | برنده    | [ ۱۴ ] [ ۱۵ ]        |
| موسسهٔ سینما و تلویزیون بی‌ام‌آی               | ۱۵ مه ۲۰۱۳       | موسیقی متن بی‌ام‌آی                                                   | توماس نیومن                                                             | برنده    | [ ۱۶ ]               |
| جوایز فرهنگستان سینمای بریتانیا (بفتا)      | ۱۰ فوریه ۲۰۱۳    | بهترین فیلم بریتانیایی                                              | سم مندس، مایکل ویلسون، باربارا برکلی، نیل پرویس، رابرت وید و جان لوگان  | برنده    | [ ۱۷ ]               |
| جوایز فرهنگستان سینمای بریتانیا (بفتا)      | ۱۰ فوریه ۲۰۱۳    | بهترین بازیگر نقش مکمل مرد                                          | خاویر باردم                                                             | نامزدشده | [ ۱۷ ]               |
| جوایز فرهنگستان سینمای بریتانیا (بفتا)      | ۱۰ فوریه ۲۰۱۳    | بهترین بازیگر نقش مکمل زن                                           | جودی دنچ                                                                | نامزدشده | [ ۱۷ ]               |
| جوایز فرهنگستان سینمای بریتانیا (بفتا)      | ۱۰ فوریه ۲۰۱۳    | بهترین فیلم‌برداری                                                   | راجر دیکینز                                                             | نامزدشده | [ ۱۷ ]               |
| جوایز فرهنگستان سینمای بریتانیا (بفتا)      | ۱۰ فوریه ۲۰۱۳    | بهترین تدوین                                                        | استوارت برد                                                             | نامزدشده | [ ۱۷ ]               |
| جوایز فرهنگستان سینمای بریتانیا (بفتا)      | ۱۰ فوریه ۲۰۱۳    | بهترین طراحی صحنه                                                   | دنیس گسنر و آنا پینوک                                                   | نامزدشده | [ ۱۷ ]               |
| جوایز فرهنگستان سینمای بریتانیا (بفتا)      | ۱۰ فوریه ۲۰۱۳    | بهترین موسیقی متن                                                   | توماس نیومن                                                             | برنده    | [ ۱۷ ]               |
| جوایز فرهنگستان سینمای بریتانیا (بفتا)      | ۱۰ فوریه ۲۰۱۳    | بهترین صداگذاری                                                     | استوارت ویلسون، اسکات میلان، گرگ راسل، پر هالبرگ و کارن بیکر لاندرز     | نامزدشده | [ ۱۷ ]               |
| جوایز انجمن منتقدان سینما در شیکاگو         | ۲۰۱۲ دسامبر ۲۰۱۲ | بهترین بازیگر نقش مکمل زن                                           | جودی دنچ                                                                | نامزدشده | [ ۱۸ ]               |
| جوایز انجمن منتقدان سینما در شیکاگو         | ۲۰۱۲ دسامبر ۲۰۱۲ | بهترین فیلم‌برداری                                                   | راجر دیکینز                                                             | نامزدشده | [ ۱۸ ]               |
| جوایز انجمن منتقدان سینما در شیکاگو         | ۲۰۱۲ دسامبر ۲۰۱۲ | بهترین تدوین                                                        | استوارت برد                                                             | نامزدشده | [ ۱۸ ]               |
| جوایز انجمن صدای سینما                      | ۱۷ فوریه ۲۰۱۳    | دستاورد برجسته در ترکیب صدا برای فیلم — لایو اکشن                   | استوارت برد، اسکات میلان، گرگ راسل، سیمون رودز، پیتر گلیوز و جیمز اشویل | نامزدشده | [ ۱۹ ] [ ۲۰ ]        |
| اتحادیهٔ طراحان لباس                         | ۱۹ فوریه ۲۰۱۳    | عملکرد برجسته در فیلم معاصر                                         | جینی تمیم                                                               | نامزدشده | [ ۲۱ ]               |
| جوایز فیلم منتخب منتقدان                    | ۱۰ ژانویه ۲۰۱۳   | بهترین بازیگر نقش مکمل مرد                                          | خاویر باردم                                                             | نامزدشده | [ ۲۲ ] [ ۲۳ ]        |
| جوایز فیلم منتخب منتقدان                    | ۱۰ ژانویه ۲۰۱۳   | بهترین بازیگر نقش مکمل زن                                           | جودی دنچ                                                                | برنده    | [ ۲۲ ] [ ۲۳ ]        |
| جوایز فیلم منتخب منتقدان                    | ۱۰ ژانویه ۲۰۱۳   | بهترین فیلم‌برداری                                                   | راجر دیکینز                                                             | نامزدشده | [ ۲۲ ] [ ۲۳ ]        |
| جوایز فیلم منتخب منتقدان                    | ۱۰ ژانویه ۲۰۱۳   | بهترین ترانه                                                        | ادل و پُل اپ‌ورث برای ترانهٔ «اسکای‌فال»                                    | برنده    | [ ۲۲ ] [ ۲۳ ]        |
| جوایز فیلم منتخب منتقدان                    | ۱۰ ژانویه ۲۰۱۳   | بهترین فیلم اکشن                                                    | اسکای‌فال                                                                | برنده    | [ ۲۲ ] [ ۲۳ ]        |
| جوایز فیلم منتخب منتقدان                    | ۱۰ ژانویه ۲۰۱۳   | بهترین بازیگر مرد در فیلم اکشن                                      | دنیل کریگ                                                               | برنده    | [ ۲۲ ] [ ۲۳ ]        |
| جوایز فیلم منتخب منتقدان                    | ۱۰ ژانویه ۲۰۱۳   | بهترین بازیگر زن در فیلم اکشن                                       | جودی دنچ                                                                | نامزدشده | [ ۲۲ ] [ ۲۳ ]        |
| جوایز انجمن منتقدان سینما در دالاس‌فورت وورث | ۱۸ دسامبر ۲۰۱۲   | بهترین فیلم                                                         | اسکای‌فال                                                                | نامزدشده | [ ۲۴ ]               |
| جوایز انجمن منتقدان سینما در دالاس‌فورت وورث | ۱۸ دسامبر ۲۰۱۲   | بهترین فیلم‌برداری                                                   | راجر دیکینز                                                             | نامزدشده | [ ۲۴ ]               |
| جوایز امپایر                                | ۲۴ مارس ۲۰۱۳     | بهترین فیلم                                                         | اسکای‌فال                                                                | برنده    | [ ۲۵ ] [ ۲۶ ]        |
| جوایز امپایر                                | ۲۴ مارس ۲۰۱۳     | بهترین فیلم بریتانیایی                                              | اسکای‌فال                                                                | نامزدشده | [ ۲۵ ] [ ۲۶ ]        |
| جوایز امپایر                                | ۲۴ مارس ۲۰۱۳     | بهترین کارگردان                                                     | سم مندس                                                                 | برنده    | [ ۲۵ ] [ ۲۶ ]        |
| جوایز امپایر                                | ۲۴ مارس ۲۰۱۳     | بهترین بازیگر مرد                                                   | دنیل کریگ                                                               | نامزدشده | [ ۲۵ ] [ ۲۶ ]        |
| جوایز امپایر                                | ۲۴ مارس ۲۰۱۳     | بهترین بازیگر زن                                                    | جودی دنچ                                                                | نامزدشده | [ ۲۵ ] [ ۲۶ ]        |
| جوایز امپایر                                | ۲۴ مارس ۲۰۱۳     | بهترین فیلم دلهره‌آور                                                | اسکای‌فال                                                                | نامزدشده | [ ۲۵ ] [ ۲۶ ]        |
| جوایز روزنامهٔ ایونینگ استاندارد             | ۴ فوریه ۲۰۱۳     | بهترین فیلم                                                         | اسکای‌فال                                                                | برنده    | [ ۲۷ ]               |
| جوایز روزنامهٔ ایونینگ استاندارد             | ۴ فوریه ۲۰۱۳     | فیلم محبوب سال                                                      | اسکای‌فال                                                                | برنده    | [ ۲۷ ]               |
| جوایز حلقهٔ منتقدان سینما در فلوریدا         | ۱۸ دسامبر ۲۰۱۲   | بهترین فیلم‌برداری                                                   | راجر دیکینز                                                             | برنده    | [ ۲۸ ]               |
| جوایز گلدن گلوب                             | ۱۳ ژانویه ۲۰۱۳   | بهترین ترانهٔ غیراقتباسی                                             | ادل و پُل اپ‌ورث برای ترانهٔ «اسکای‌فال»                                    | برنده    | [ ۲۹ ] [ ۳۰ ]        |
| جوایز حلقهٔ طلایی ویرایشگران صدا             | ۱۷ فوریه ۲۰۱۳    | دستاورد برجسته در تدوین صدا — دیالوگ و دوبله برای فیلم بلند         | اسکای‌فال                                                                | نامزدشده | [ ۳۱ ] [ ۳۲ ]        |
| جوایز حلقهٔ طلایی ویرایشگران صدا             | ۱۷ فوریه ۲۰۱۳    | دستاورد برجسته در تدوین صدا — جلوه‌های صوتی و صداسازی برای فیلم بلند | اسکای‌فال                                                                | برنده    | [ ۳۱ ] [ ۳۲ ]        |
| جوایز حلقهٔ طلایی ویرایشگران صدا             | ۱۷ فوریه ۲۰۱۳    | دستاورد برجسته در تدوین صدا — موسیقی صحنهٔ بلند                      | اسکای‌فال                                                                | نامزدشده | [ ۳۱ ] [ ۳۲ ]        |
| جوایز پیش‌نمایش طلایی                        | ۳ مه ۲۰۱۳        | بهترین فیلم اکشن                                                    | شرکت‌های سازندهٔ فیلم                                                     | برنده    | [ ۳۳ ]               |
| جوایز پیش‌نمایش طلایی                        | ۳ مه ۲۰۱۳        | بهترین فیلم دلهره‌آور                                                | شرکت‌های سازندهٔ فیلم                                                     | نامزدشده | [ ۳۳ ]               |
| جوایز پیش‌نمایش طلایی                        | ۳ مه ۲۰۱۳        | بهترین موسیقی متن غیراقتباسی                                        | شرکت‌های سازندهٔ فیلم                                                     | برنده    | [ ۳۳ ]               |
| جوایز پیش‌نمایش طلایی                        | ۳ مه ۲۰۱۳        | اکشن‌ترین تبلیغ تلویزیونی                                            | «حضار، باند برگشته»                                                     | نامزدشده | [ ۳۳ ]               |
| جوایز پیش‌نمایش طلایی                        | ۳ مه ۲۰۱۳        | بهترین موسیقی تبلیغ تلویزیونی                                       | ادل                                                                     | نامزدشده | [ ۳۳ ]               |
| جوایز پیش‌نمایش طلایی                        | ۳ مه ۲۰۱۳        | بهترین پوستر بین‌المللی                                              | اسکای‌فال (طرح سینمای امپایر)                                            | برنده    | [ ۳۳ ]               |
| جوایز فرهنگستان ضبط (گرمی)                  | ۲۶ ژانویه ۲۰۱۴   | بهترین موسیقی متن برای رسانه‌های بصری                                | توماس نیومن برای اسکای‌فال (موسیقی متن)                                  | برنده    | [ ۳۴ ]               |
| جوایز فرهنگستان ضبط (گرمی)                  | ۲۶ ژانویه ۲۰۱۴   | بهترین ترانه برای رسانه‌های بصری                                     | ادل برای ترانهٔ «اسکای‌فال»                                               | برنده    | [ ۳۴ ]               |
| جوایز جامعهٔ منتقدان سینما در هیوستون        | ۵ ژانویه ۲۰۱۳    | بهترین بازیگر نقش مکمل مرد                                          | خاویر باردم                                                             | نامزدشده | [ ۳۵ ] [ ۳۶ ] [ ۳۷ ] |
| جوایز جامعهٔ منتقدان سینما در هیوستون        | ۵ ژانویه ۲۰۱۳    | بهترین بازیگر نقش مکمل زن                                           | جودی دنچ                                                                | نامزدشده | [ ۳۵ ] [ ۳۶ ] [ ۳۷ ] |
| جوایز جامعهٔ منتقدان سینما در هیوستون        | ۵ ژانویه ۲۰۱۳    | بهترین فیلم‌برداری                                                   | راجر دیکینز                                                             | برنده    | [ ۳۵ ] [ ۳۶ ] [ ۳۷ ] |
| جوایز جامعهٔ منتقدان سینما در هیوستون        | ۵ ژانویه ۲۰۱۳    | بهترین موسیقی متن                                                   | توماس نیومن                                                             | نامزدشده | [ ۳۵ ] [ ۳۶ ] [ ۳۷ ] |
| جوایز جامعهٔ منتقدان سینما در هیوستون        | ۵ ژانویه ۲۰۱۳    | بهترین ترانهٔ غیراقتباسی                                             | ادل و پُل اپ‌ورث برای ترانهٔ «اسکای‌فال»                                    | برنده    | [ ۳۵ ] [ ۳۶ ] [ ۳۷ ] |
| جوایز جامعهٔ بین‌المللی فیلم‌برداران           | ۲۲ فوریه ۲۰۱۳    | نمایش سینمایی مکسول واینبرگ                                         | اسکای‌فال                                                                | نامزدشده | [ ۳۸ ] [ ۳۹ ]        |
| جوایز جامعه بین‌المللی دوستداران سینما       | ۱۱ ژانویه ۲۰۱۳   | بهترین فیلم‌برداری                                                   | راجر دیکینز                                                             | نامزدشده | [ ۴۰ ] [ ۴۱ ]        |
| جوایز انجمن بین‌المللی منتقدان موسیقی فیلم   | ۲۱ فوریه ۲۰۱۳    | بهترین موسیقی متن برای فیلم دلهره‌آور/ماجرایی/اکشن                   | توماس نیومن                                                             | برنده    | [ ۴۲ ] [ ۴۳ ]        |
| جوایز فرهنگستان سینمای ژاپن                 | ۸ مارس ۲۰۱۳      | فیلم برجستهٔ خارجی‌زبان                                               | اسکای‌فال                                                                | نامزدشده | [ ۴۴ ]               |
| جوایز حلقهٔ منتقدان سینما در لندن            | ۲۰ ژانویه ۲۰۱۳   | بازیگر سال در نقش مکمل مرد                                          | خاویر باردم                                                             | نامزدشده | [ ۴۵ ] [ ۴۶ ]        |
| جوایز حلقهٔ منتقدان سینما در لندن            | ۲۰ ژانویه ۲۰۱۳   | بازیگر سال در نقش مکمل زن                                           | جودی دنچ                                                                | نامزدشده | [ ۴۵ ] [ ۴۶ ]        |
| جوایز حلقهٔ منتقدان سینما در لندن            | ۲۰ ژانویه ۲۰۱۳   | فیلم سال بریتانیا                                                   | اسکای‌فال                                                                | نامزدشده | [ ۴۵ ] [ ۴۶ ]        |
| جوایز حلقهٔ منتقدان سینما در لندن            | ۲۰ ژانویه ۲۰۱۳   | بهترین بازیگر مرد سال بریتانیا                                      | دنیل کریگ                                                               | نامزدشده | [ ۴۵ ] [ ۴۶ ]        |
| جوایز حلقهٔ منتقدان سینما در لندن            | ۲۰ ژانویه ۲۰۱۳   | بهترین بازیگر زن سال بریتانیا                                       | جودی دنچ                                                                | نامزدشده | [ ۴۵ ] [ ۴۶ ]        |
| جوایز انجمن منتقدان سینما در لس آنجلس       | ۹ دسامبر ۲۰۱۲    | بهترین فیلم‌برداری                                                   | راجر دیکینز                                                             | برنده    | [ ۴۷ ]               |
| مووی‌گاید                                    | ۱۵ فوریه ۲۰۱۳    | بهترین فیلم برای مخاطب بزرگسال                                      | اسکای‌فال                                                                | نامزدشده | [ ۴۸ ]               |
| جوایز جشنواره ام‌تی‌وی                        | ۱۴ آوریل ۲۰۱۳    | بهترین شخصیت منفی                                                   | خاویر باردم                                                             | نامزدشده | [ ۴۹ ]               |
| جوایز جشنواره ام‌تی‌وی                        | ۱۴ آوریل ۲۰۱۳    | بهترین نقش‌آفرینی با تن برهنه                                        | دنیل کریگ                                                               | نامزدشده | [ ۴۹ ]               |
| جوایز جشنواره ام‌تی‌وی                        | ۱۴ آوریل ۲۰۱۳    | بهترین مبارزه                                                       | دنیل کریگ در برابر اولا راپاس                                           | نامزدشده | [ ۴۹ ]               |
| جوایز جشنواره ام‌تی‌وی                        | ۱۴ آوریل ۲۰۱۳    | بهترین نقش‌آفرینی ناخوشایند                                          | خاویر باردم                                                             | نامزدشده | [ ۴۹ ]               |
| جوایز انجمن ملی منتقدان سینما               | ۵ ژانویه ۲۰۱۳    | بهترین فیلم‌برداری                                                   | راجر دیکینز                                                             | دوم      | [ ۵۰ ]               |
| جوایز مجلهٔ موسیقایی ان‌ام‌ای                  | ۲۷ فوریه ۲۰۱۳    | بهترین فیلم                                                         | اسکای‌فال                                                                | نامزدشده | [ ۵۱ ] [ ۵۲ ]        |
| جوایز انجمن آنلاین منتقدان سینما            | ۳۱ دسامبر ۲۰۱۲   | بهترین فیلم‌برداری                                                   | راجر دیکینز                                                             | برنده    | [ ۵۳ ] [ ۵۴ ]        |
| جوایز انجمن آنلاین منتقدان سینما            | ۳۱ دسامبر ۲۰۱۲   | بهترین تدوین                                                        | استوارت برد                                                             | نامزدشده | [ ۵۳ ] [ ۵۴ ]        |
| جوایز انجمن تهیه‌کنندگان آمریکا              | ۲۶ ژانویه ۲۰۱۳   | بهترین فیلم سینمایی                                                 | باربارا براکلی و مایکل ویلسون                                           | نامزدشده | [ ۵۵ ] [ ۵۶ ]        |
| جوایز ستلایت                                | ۱۶ دسامبر ۲۰۱۲   | بهترین فیلم                                                         | اسکای‌فال                                                                | نامزدشده | [ ۵۷ ]               |
| جوایز ستلایت                                | ۱۶ دسامبر ۲۰۱۲   | بهترین بازیگر نقش مکمل مرد                                          | خاویر باردم                                                             | برنده    | [ ۵۷ ]               |
| جوایز ستلایت                                | ۱۶ دسامبر ۲۰۱۲   | بهترین بازیگر نقش مکمل زن                                           | جودی دنچ                                                                | نامزدشده | [ ۵۷ ]               |
| جوایز ستلایت                                | ۱۶ دسامبر ۲۰۱۲   | بهترین فیلم‌برداری                                                   | راجر دیکینز                                                             | نامزدشده | [ ۵۷ ]               |
| جوایز ستلایت                                | ۱۶ دسامبر ۲۰۱۲   | بهترین موسیقی فیلم                                                  | توماس نیومن                                                             | نامزدشده | [ ۵۷ ]               |
| جوایز ستلایت                                | ۱۶ دسامبر ۲۰۱۲   | بهترین ترانهٔ غیراقتباسی                                             | ادل و پُل اپ‌ورث برای ترانهٔ «اسکای‌فال»                                    | نامزدشده | [ ۵۷ ]               |
| جوایز ستلایت                                | ۱۶ دسامبر ۲۰۱۲   | بهترین جلوه‌های بصری                                                 | استیو بگ، آروندی آسرگادو و اندرو وایت‌هرست                               | نامزدشده | [ ۵۷ ]               |
| جوایز ساترن                                 | ۲۶ ژوئن ۲۰۱۳     | بهترین فیلم در گونهٔ اکشن یا ماجرایی                                 | اسکای‌فال                                                                | برنده    | [ ۵۸ ] [ ۵۹ ] [ ۶۰ ] |
| جوایز ساترن                                 | ۲۶ ژوئن ۲۰۱۳     | بهترین بازیگر مرد                                                   | دنیل کریگ                                                               | نامزدشده | [ ۵۸ ] [ ۵۹ ] [ ۶۰ ] |
| جوایز ساترن                                 | ۲۶ ژوئن ۲۰۱۳     | بهترین بازیگر نقش مکمل مرد                                          | خاویر باردم                                                             | نامزدشده | [ ۵۸ ] [ ۵۹ ] [ ۶۰ ] |
| جوایز ساترن                                 | ۲۶ ژوئن ۲۰۱۳     | بهترین بازیگر نقش مکمل زن                                           | جودی دنچ                                                                | نامزدشده | [ ۵۸ ] [ ۵۹ ] [ ۶۰ ] |
| جوایز ساترن                                 | ۲۶ ژوئن ۲۰۱۳     | بهترین تدوین                                                        | استوارت برد و کیت برد                                                   | نامزدشده | [ ۵۸ ] [ ۵۹ ] [ ۶۰ ] |
| جوایز ساترن                                 | ۲۶ ژوئن ۲۰۱۳     | بهترین موسیقی متن                                                   | توماس نیومن                                                             | نامزدشده | [ ۵۸ ] [ ۵۹ ] [ ۶۰ ] |
| جوایز ساترن                                 | ۲۶ ژوئن ۲۰۱۳     | بهترین چهره‌پردازی                                                   | نائومی دون، دونالد موات و لاو لارسون                                    | نامزدشده | [ ۵۸ ] [ ۵۹ ] [ ۶۰ ] |
| جوایز انجمن بازیگران فیلم                   | ۲۷ ژانویه ۲۰۱۳   | بازیگر برجستهٔ نقش اول مرد                                           | خاویر باردم                                                             | نامزدشده | [ ۶۱ ]               |
| جوایز انجمن بازیگران فیلم                   | ۲۷ ژانویه ۲۰۱۳   | عملکرد برجستهٔ گروه بدلکاری فیلم                                     | اسکای‌فال                                                                | برنده    | [ ۶۱ ]               |
| سینما و تلویزیون ملی                        | ۲۳ فوریه ۲۰۱۴    | نقش‌آفرینی زنانه در سینما                                            | نائومی هریس                                                             | برنده    | [ ۶۲ ]               |
| جوایز انجمن منتقدان سینما در سنت لوئیس      | ۱۱ دسامبر ۲۰۱۲   | بهترین فیلم‌برداری                                                   | راجر دیکینز                                                             | برنده    | [ ۶۳ ]               |
| جوایز منتخب نوجوانان                        | ۱۱ اوت ۲۰۱۳      | فیلم اکشن منتخب                                                     | اسکای‌فال                                                                | نامزدشده | [ ۶۴ ] [ ۶۵ ] [ ۶۶ ] |
| جوایز منتخب نوجوانان                        | ۱۱ اوت ۲۰۱۳      | بازیگر منتخب فیلم اکشن                                              | دنیل کریگ                                                               | نامزدشده | [ ۶۴ ] [ ۶۵ ] [ ۶۶ ] |
| جوایز منتخب نوجوانان                        | ۱۱ اوت ۲۰۱۳      | نقش منفی منتخب                                                      | خاویر باردم                                                             | نامزدشده | [ ۶۴ ] [ ۶۵ ] [ ۶۶ ] |
| جوایز انجمن منتقدان سینما در واشینگتن دی‌سی  | ۱۰ دسامبر ۲۰۱۲   | بهترین بازیگر نقش مکمل مرد                                          | خاویر باردم                                                             | نامزدشده | [ ۶۷ ] [ ۶۸ ]        |
| جوایز انجمن منتقدان سینما در واشینگتن دی‌سی  | ۱۰ دسامبر ۲۰۱۲   | بهترین فیلم‌برداری                                                   | راجر دیکینز                                                             | نامزدشده | [ ۶۷ ] [ ۶۸ ]        |
| جوایز فرهنگستان جهانی موسیقی متن            | ۱۹ اکتبر ۲۰۱۳    | تصنیف‌گر سال موسیقی متن                                              | توماس نیومن                                                             | نامزدشده | [ ۶۹ ] [ ۷۰ ]        |
| جوایز فرهنگستان جهانی موسیقی متن            | ۱۹ اکتبر ۲۰۱۳    | بهترین موسیقی متن غیراقتباسی سال                                    | توماس نیومن                                                             | نامزدشده | [ ۶۹ ] [ ۷۰ ]        |
| جوایز فرهنگستان جهانی موسیقی متن            | ۱۹ اکتبر ۲۰۱۳    | بهترین ترانهٔ غیراقتباسی نوشته‌شده برای فیلم سینمایی                  | ادل و پل اپ‌ورث برای ترانهٔ «اسکای‌فال»                                    | برنده    | [ ۶۹ ] [ ۷۰ ]        |

## واژه‌نامه
1. ↑  Per Hallberg
2. ↑  Karen Baker Landers
3. ↑  Stuart Wilson
4. ↑  Scott Millan
5. ↑  Greg P. Russell
6. ↑  Simon Rhodes
7. ↑  Peter Gleaves
8. ↑  James Ashwill
9. ↑  Jany Temime
10. ↑  Steve Begg
11. ↑  Arundi Asregadoo
12. ↑  Andrew Whitehurst
13. ↑  Kate Baird
14. ↑  Naomi Donne
15. ↑  Donald Mowat
16. ↑  Love Larson